# Vesta (mytologie)
Vesta je v římské mytologii bohyní rodinného krbu, okolo něhož se soustřeďoval život celé rodiny. Krb se stával zárukou a symbolem trvalého usídlení rodiny. Vesta ochraňovala i oheň v krbu, který nesměl nikdy vyhasnout. Bohyně Vesta ochraňovala také obec a stát, které představovaly v přeneseném smyslu velkou rodinu.
Římané ztotožnili Vestu s řeckou bohyní Hestií. Vesta je dcerou Saturna a Ops, sestra Jupitera, Junony, Neptuna, Plutona a Cerery.

## Uctívání

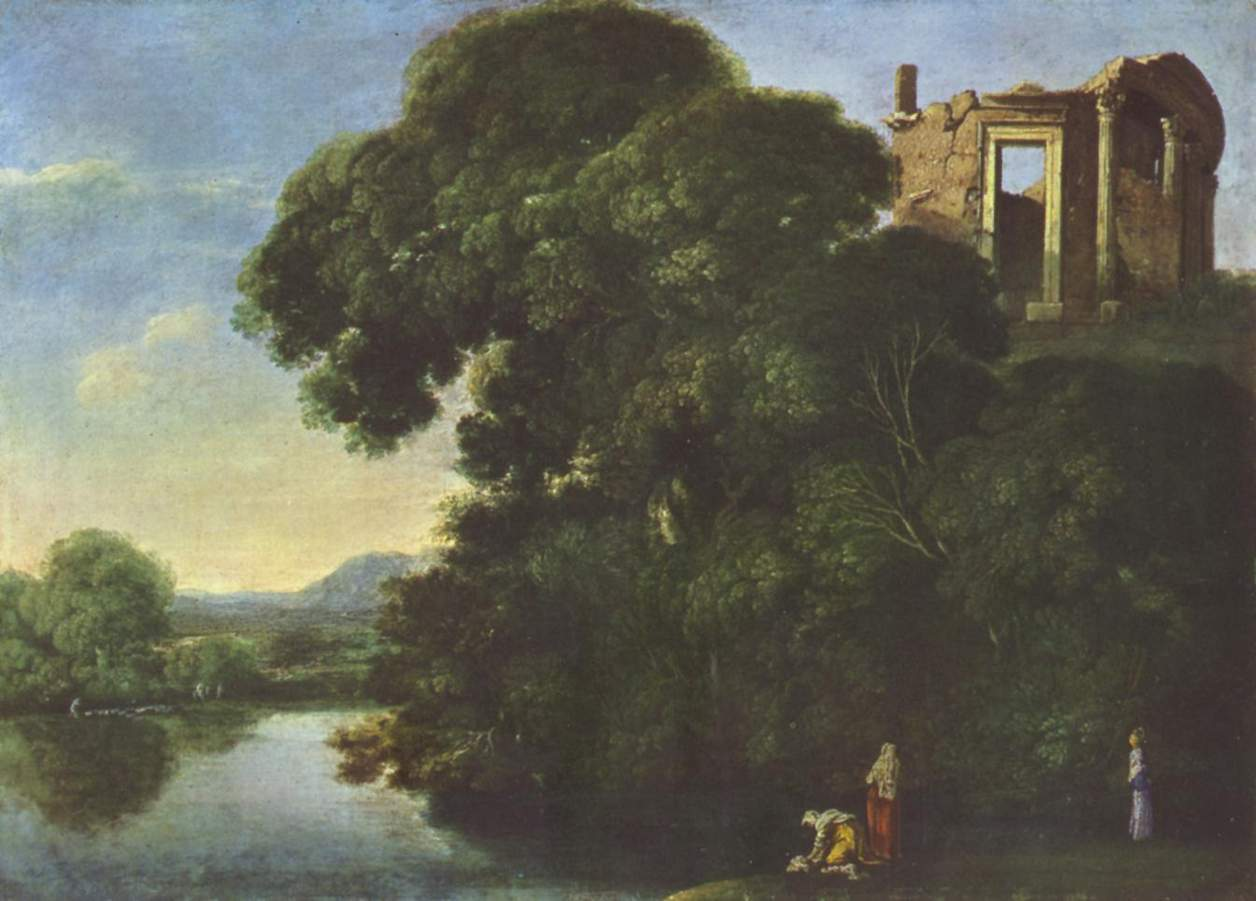
Chrám bohyně Vesty v italském Tivoli, cca 1600

V Římě měla Vesta chrám na Foru. Ve vnitřní svatyni bohyně bylo uloženo palladium a jiné posvátné symboly. Do této svatyně nesměl vstoupit nikdy žádný muž. V chrámu nebyla socha bohyně, tu zde symbolizoval posvátný oheň, který se obnovoval vždy prvého března každého roku (tedy původně první den římského kalendáře). Posvátný oheň střežily kněžky bohyně – vestálky. Dne 9. června slavili římští pekaři a mlynáři Vestalie, při nichž se obětovaly pokrmy a chleby.